# Canthium coromandelicum
Canthium coromandelicum är en måreväxtart som först beskrevs av Nicolaas Laurens Nicolaus Laurent Burman, och fick sitt nu gällande namn av Arthur Hugh Garfit Alston. Canthium coromandelicum ingår i släktet Canthium och familjen måreväxter. Inga underarter finns listade i Catalogue of Life.